# غرب هام (محطة مترو أنفاق لندن)
غرب هام (بالإنجليزية: West Ham)‏ هي إحدى محطات مترو أنفاق لندن. تقع على خط ديستريكت وهامرسميث وسيتي وجوبيلي أفتتحت في المنطقة (Zone) رقم 3 أفتتحت في 1901، 2 يونيو 1902.